# Hroubovice
Hroubovice (en allemand : Raubowitz) est une commune du district de Chrudim, dans la région de Pardubice, en République tchèque. Sa population s'élevait à 342 habitants en 2022.

## Géographie
Hroubovice se trouve à 3 km à l'ouest du centre de Luže, à 16 km au sud-est de Chrudim, à 23 km au sud de Pardubice et à 114 km à l'est-sud-est de Prague.
La commune est limitée par Luže au nord et à l'est, par Skuteč au sud et par Chrast à l'ouest.

## Histoire
La première mention écrite de la localité date de 1167.

## Galerie

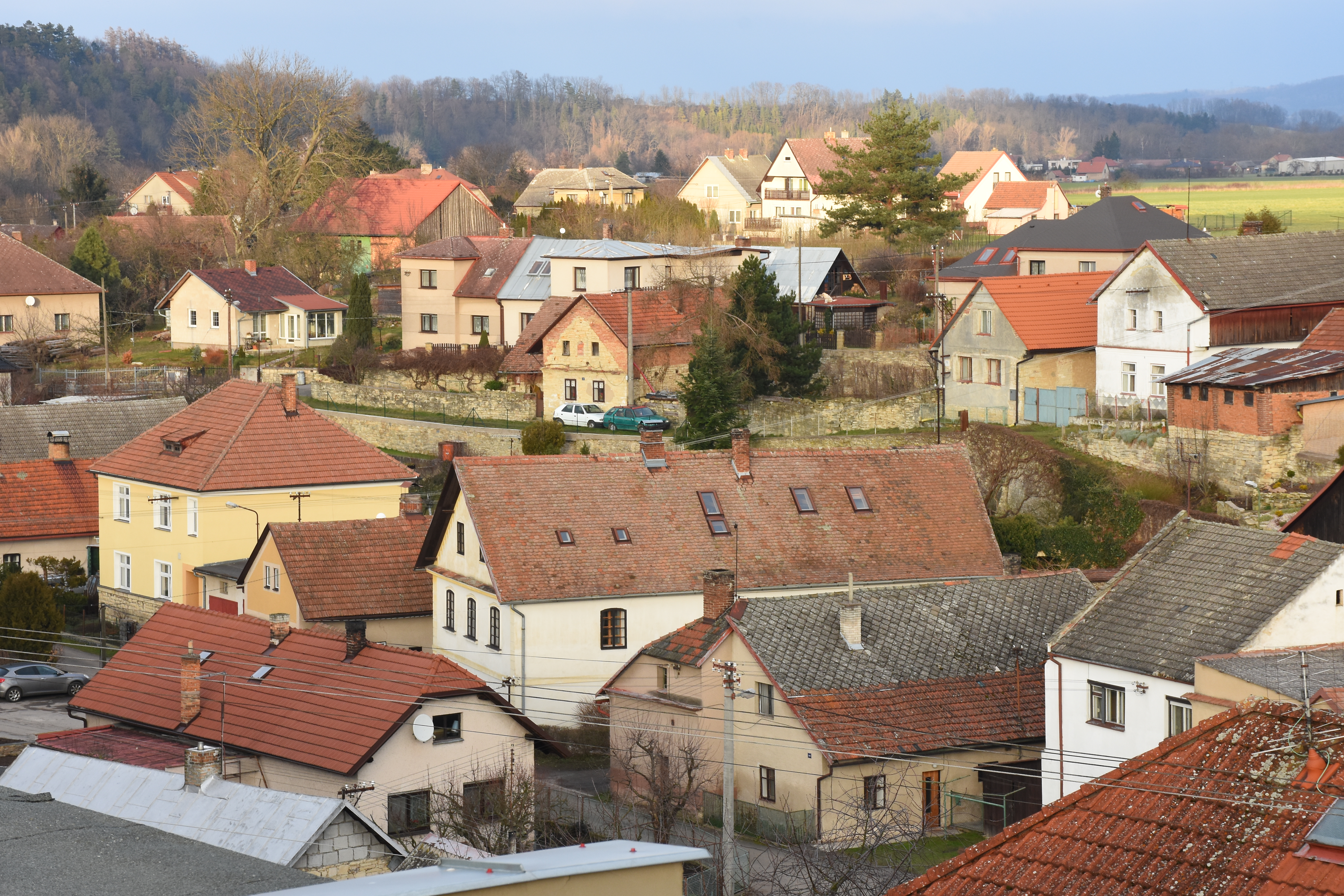
Vue du centre-ville.
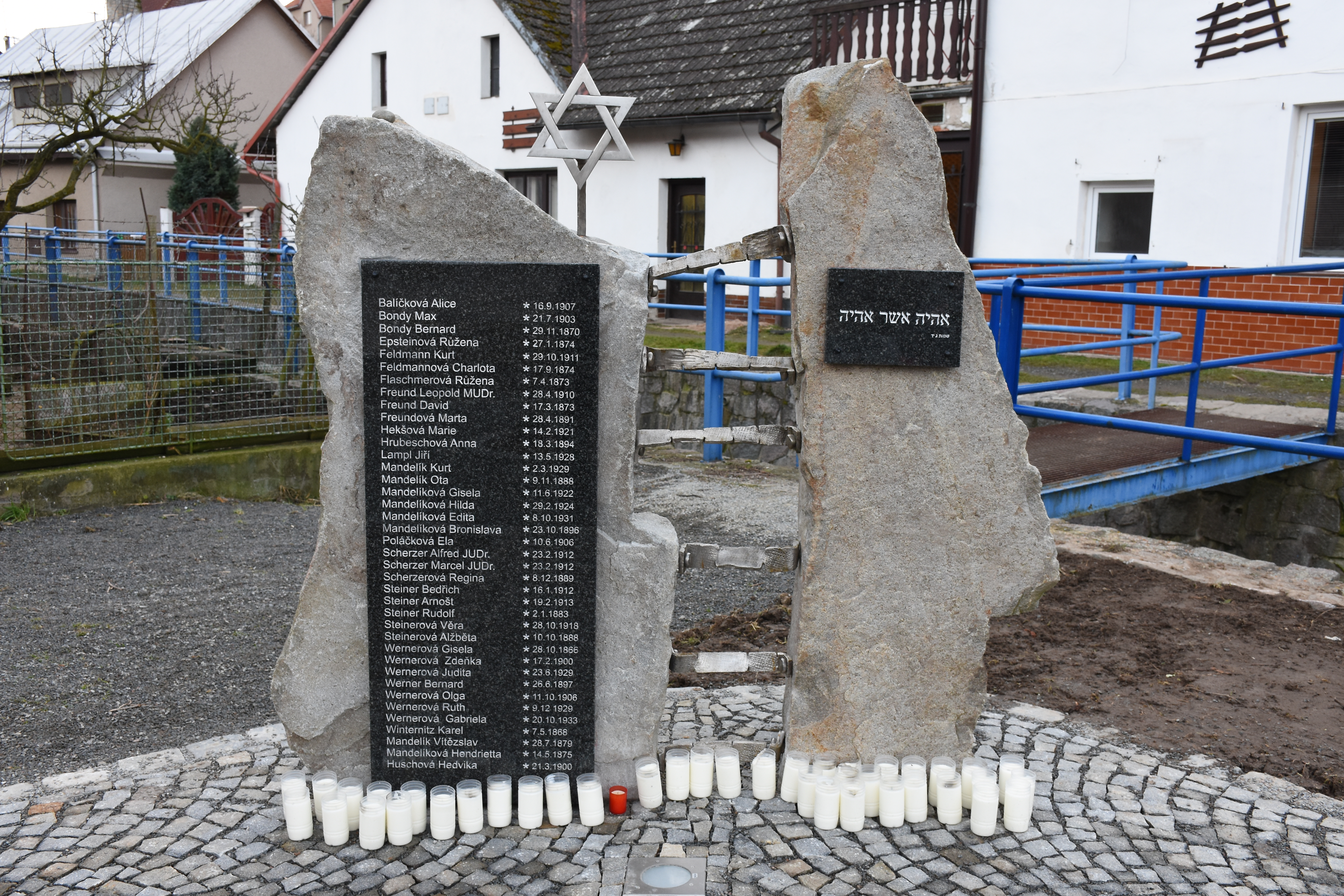
Mémorial de l'Holocauste.

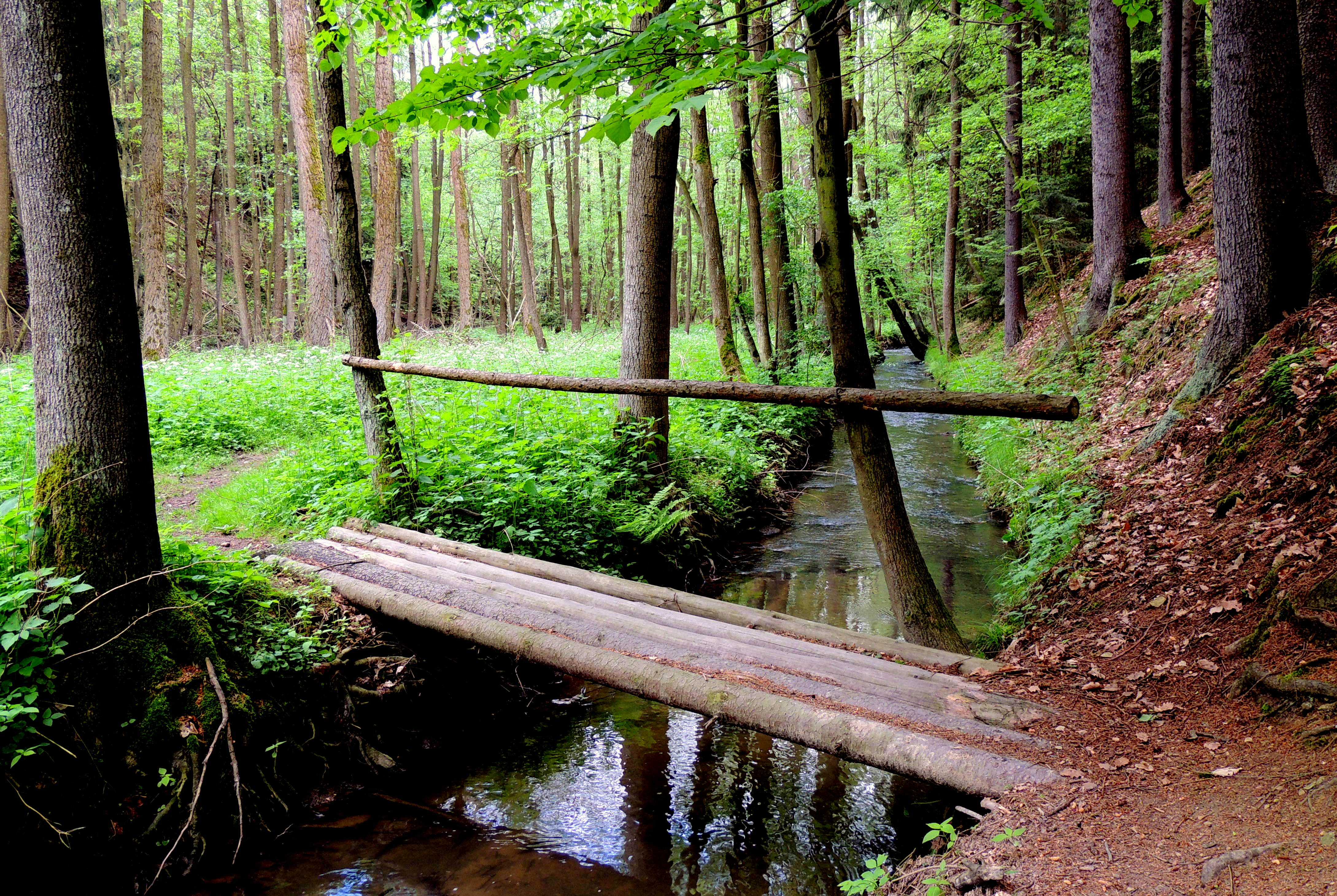
Réserve naturelle de la vallée de l'Anen.

## Transports
Par la route, Hroubovice se trouve à 4 km de Luže, à 5 km de Chrast, à 7 km de Skuteč, à 18 km de Chrudim, à 27 km de Pardubice et à 135 km de Prague. 